# Erki Pütsep
Erki Pütsep, né le 25 mai 1976 à Jõgeva, est un coureur cycliste estonien.

## Biographie
De 2000 à 2002, Erki Pütsep est coureur amateur en France, à l'EC Saint-Étienne Loire. En 2000, il est l'un des cinq coureurs estoniens sélectionnés pour la course en ligne des Jeux olympiques de 2000 à Sydney, où il termine 55e. De récurrents problèmes de dos, ainsi que des soucis avec l'artère iliaque retardent sa progression. 
Après plusieurs opérations, il devient coureur professionnel dans l'équipe AG2R Prévoyance en 2003, après y avoir été stagiaire en fin d'année 2002. Il participe cette année-là à ses premiers championnats du monde sur route, à Hamilton au Canada. En 2004, il remporte le championnat d'Estonie sur route et la Classic Loire-Atlantique. Il prend part aux course en ligne des Jeux olympiques à Athènes (abandon), et des championnats du monde sur route à Vérone (27e). Il gagne le Tour de la Somme en 2005 et obtient un nouveau titre de champion d'Estonie en 2006. Cette année-là, il se classe huitième de la classique Gand-Wevelgem.
En 2007, il est recruté par Bouygues Telecom. Il gagne pour la troisième fois son championnat national, et deux autres courses estoniennes : l'EOS Tallinn GP et l'Ühispanga Tartu GP. Après une année 2008 sans victoire, il n'est pas conservé par Bouygues Telecom et court en 2009 dans l'équipe bulgare Cycling Club Bourgas. Il gagne cette année-là le Grand Prix de Tallinn-Tartu.
En 2010, Erki Pütsep rejoint l'équipe Kalev Chocolate-Kuota, qu'il quitte dès le mois d'avril. Il termine la saison au sein de l'ESEG Douai, club français de Division nationale 2.
Il signe en 2011 pour l'équipe continentale Alpha Baltic-Unitymarathons.com, avec qui, il remporte le Baltic Chain Tour. Après la saison 2013, il met fin à sa carrière de cycliste sur route. En plus de la route, Pütsep participe régulièrement à des courses de VTT cross-country dans son pays natal jusqu'en 2016. En 2012 et 2013, il est notamment champion national de VTT marathon.
En novembre 2023, à 47 ans, il est victime d'un arrêt cardiaque alors qu'il encadre un stage de jeunes cyclistes, chez lui, en Estonie. Il est sauvé par l'un des cyclistes, qui avait suivi une formation de premiers secours quelques jours auparavant.

## Palmarès et classements mondiaux

### Palmarès sur route

#### Par années
- 1995
  - Souvenir Louison-Bobet
  - 2e de la Primevère Montoise
- 2000
  - Trophée de la ville de Cusset
- 2001
  - 2e de la Classic Loire-Atlantique
  - 2e du Grand Prix de Luneray
- 2002
  - 5e étape du Circuit des plages vendéennes
  - 2e étape du Tour de Corrèze
  - Grand Prix de Luneray
  - La Savoyarde
  - 2e du Prix des Coteaux d'Aix
  - 2e de Bordeaux-Saintes
  - 3e du Circuit des Communes de la Vallée du Bédat
  - 3e du GP Tallinn
- 2003
  - 3e du championnat d'Estonie sur route
- 2004
  -  Champion d'Estonie sur route
  - Classic Loire-Atlantique
- 2005
  - Tour de la Somme :
    - Classement général
    - 1re étape

  - 2e de l'EOS Tallinn GP
  - 2e du championnat d'Estonie sur route
  - 2e du Duo normand (avec Yuriy Krivtsov)
- 2006
  -  Champion d'Estonie sur route
  - 8e de Gand-Wevelgem
- 2007
  -  Champion d'Estonie sur route
  - EOS Tallinn GP
  - Ühispanga Tartu GP
- 2008
  - 2e du Grand Prix de Tallinn-Tartu
  - 2e du Riga Grand Prix
  - 3e du SEB Tartu GP
  - 3e du championnat d'Estonie sur route
- 2009
  - Grand Prix de Tallinn-Tartu
  - 2e du championnat d'Estonie sur route
  - 3e du Grand Prix de Nogent-sur-Oise
- 2010
  - 3e du Grand Prix de Tallinn-Tartu
  - 3e du Mémorial Danny Jonckheere
- 2011
  - Classement général du Baltic Chain Tour
- 2012
  - 2e du Riga Grand Prix

#### Résultats sur le Tour d'Espagne
2 participations
- 2004 : abandon (17e étape)
- 2007 : 137e

#### Classements mondiaux
| Année              | 2005 | 2006 | 2007 | 2008 | 2009 | 2010 | 2011 | 2012 | 2013  |
| ------------------ | ---- | ---- | ---- | ---- | ---- | ---- | ---- | ---- | ----- |
| Classement ProTour |      | 146e |      |      |      |      |      |      |       |
| UCI Asia Tour      | 182e |      |      |      |      |      |      |      |       |
| UCI Europe Tour    | 52e  |      |      |      | 111e | 386e | 789e | 173e | 1104e |
| UCI Oceania Tour   | 18e  |      |      |      |      |      |      |      |       |

### Palmarès en VTT
- 2008
  - 2e du championnat d'Estonie de cross-country
- 2012
  -  Champion d'Estonie de cross-country marathon
- 2013
  -  Champion d'Estonie de cross-country marathon